# José Kléberson Pereira
José Kléberson Pereira (Uraí, 1979. június 19. –) brazil válogatott labdarúgó és labdarúgóedző, aki jelenleg a New York City másodedzője.

## Sikerei, díjai

### Klub
- Athletico Paranaense
  - Campeonato Paranaense: 2000, 2001, 2002 (Superchampionship)
  - Brazil bajnok: 2001
- Manchester United
  - Angol szuperkupa: 2003
  - Angol kupa: 2003-04
- Beşiktaş
  - Török kupa: 2005-06
- CR Flamengo
  - Taça Guanabara: 2008
  - Taça Rio: 2009
  - Rio de Janeiro State League: 2008, 2009
  - Brazil bajnok: 2009

#### A válogatottban
- Brazília
  - Labdarúgó-világbajnokság: 2002
  - Copa América: 2004
  - Konföderációs kupa: 2009